# Son (cognome)
Son (손?, 孫, 損, 蓀, 遜?) è un cognome di lingua coreana.

## Possibili trascrizioni
Sohn, Soun.

## Origine e diffusione
Esistono due clan distinti, uno proveniente da Gwangju e un altro proveniente dalla regione del Gyeongsang. Il cognome ha origine dal clan Miryang Park.
Si tratta del 25º cognome per diffusione in Corea secondo i dati del Korean National Statistics Office del 2015. Nel Paese è portato da circa 457356 persone.

## Persone
- Son Chae-young, cantante e rapper sudcoreana, membro del gruppo musicale Twice
- Son Heung-min, calciatore sudcoreano